# Ulrich Andreas Vogt
Ulrich Andreas Vogt (* 6. August 1952 in Dortmund) ist ein deutscher Unternehmer und Kultur-Manager. Er war Tenor am Opernhaus Dortmund, Geschäftsführer und Gründungsintendant des Konzerthauses Dortmund.

## Unternehmer und Sänger
Ulrich Andreas Vogt wuchs in Dortmund auf und wollte ursprünglich Musiker werden. Nach dem Besuch des Leibniz-Gymnasiums in Dortmund studierte er am örtlichen Konservatorium Klavier und Geige. Als sein Vater 1974 plötzlich verstarb, übernahm Ulrich Andreas Vogt – zuerst gemeinsam mit seiner Mutter Lieselotte Vogt – die Geschäftsführung der Firma, die, 1932 von seinem Großvater Franz Vogt gegründet, ein bekanntes Dienstleistungsunternehmen in Dortmund war. Er absolvierte an der Handwerkskammer in Berlin die Prüfung zum Gebäudereinigermeister und besuchte die Akademie für Führungskräfte der Wirtschaft Bad Harzburg. Gleichzeitig wuchs in ihm der Wunsch, Sänger zu werden. Er nahm fünf Jahre lang Unterricht bei der Sopranistin und Kammersängerin Elisabeth Grümmer in Paris und besuchte dort die Ecole d’Art Lyrique der Grand Opera von Rolf Liebermann. Er wurde Meisterschüler von Elisabeth Grümmer und trat mit ihr u. a. in Berlin und bei den Internationalen Musikfestspielen in Luzern auf. Weitere Studien erfolgten in Köln und in Bayreuth. 1979 erhielt er ein Engagement als Tenor am Opernhaus Dortmund, wo er – parallel zu seiner Unternehmertätigkeit – als Solist in Opern, Lieder- und Oratorienabenden auftrat und dabei insbesondere von Hans Wallat gefördert wurde.
Das stetige Wachstum des Familienunternehmens und die Doppelbelastung zwangen ihn, vom Traum einer Sängerkarriere Abstand zu nehmen. Er gab 1984 seine Sängerlaufbahn auf und widmete sich verstärkt seiner Firma, die er in den folgenden Jahren zu dem Dienstleistungsunternehmen „Vogt-Gruppe“ (Schwerpunkt Facilitymanagement) ausbaute. Heute ist das Unternehmen in acht unterschiedliche Gesellschaften gegliedert und mit über 1800 Beschäftigten in sechs Bundesländern aktiv, u. a. mit Standorten in Dortmund, Aachen, Heidelberg, Magdeburg und Leipzig.
Zum 1. Januar 2021 verkaufte er sein Unternehmen an die Dienstleistungsgruppe Lieblang (Mannheim).

## Gründungsintendant

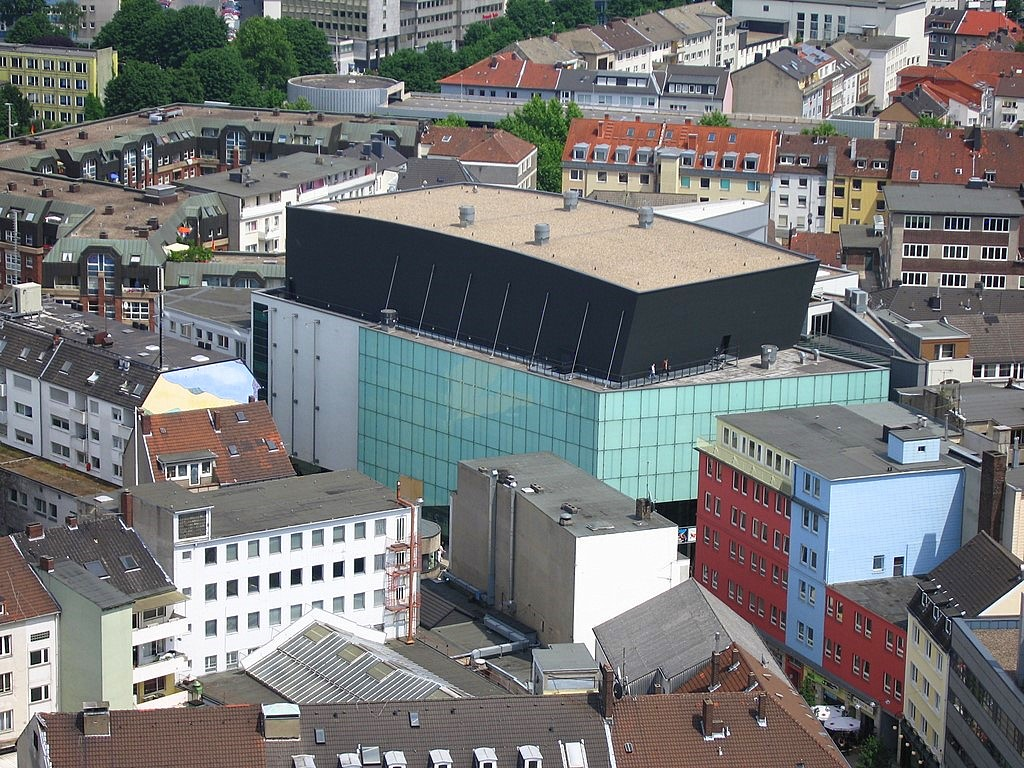
Konzerthaus in der Brückstraße

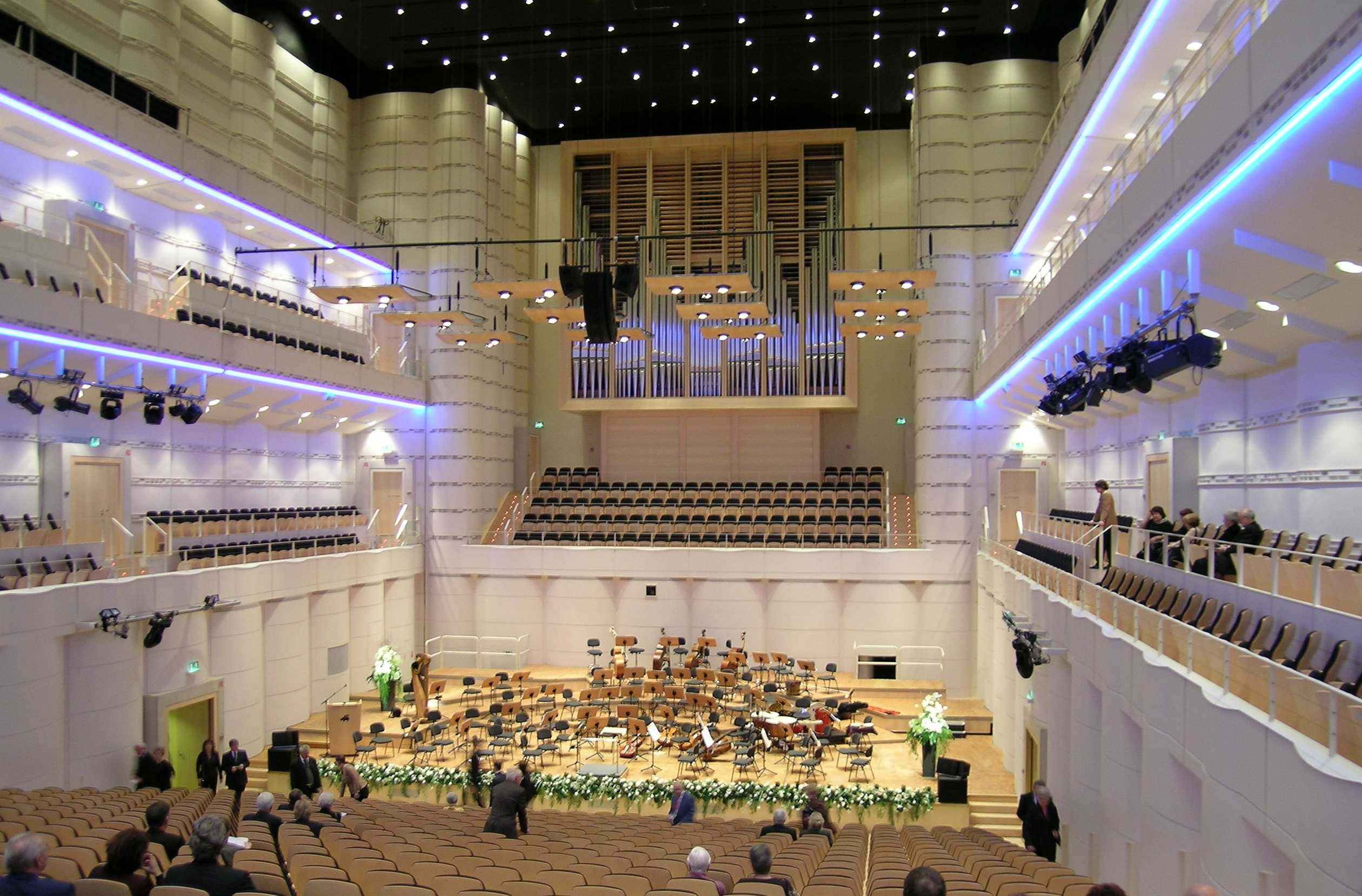
Saal des Konzerthauses

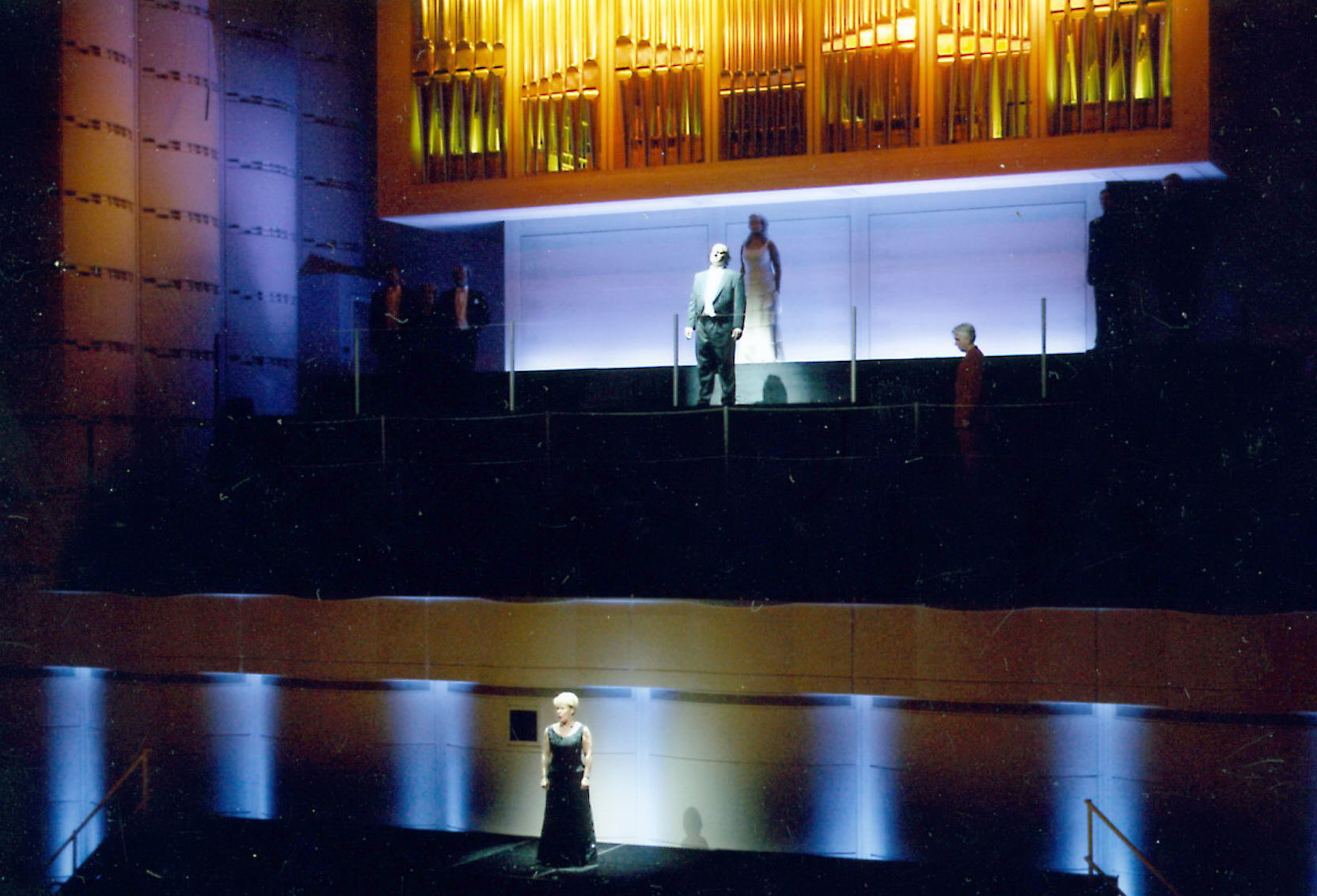
Orgelbühne zum Wallat-RING

Der Musik blieb Ulrich Andreas Vogt weiter verbunden und engagierte sich im Vorstand der Theater- und Konzertfreunde Dortmund e.V., deren Vorsitzender er von 1985 bis 1994 war. Mit den Operngalas und Konzerten, wie „Die Nacht der Primadonnen“ mit Montserrat Caballé, Marylin Horn, Lucia Popp, Edita Gruberova, Leona Mitchell, Agnes Baltsa und der Westdeutschen Erstaufführung der Gurre-Lieder von Arnold Schönberg (mit Julia Varady, Hanna Schwarz und Dietrich Fischer-Dieskau) gab es internationale Anerkennung. In dieser Zeit gelang es ihm, mit über 2300 Mitgliedern den damals größten Theaterverein der Bundesrepublik zu formen und wurde später zum Ehrenvorsitzenden ernannt. 1992 initiierte er unter dem Dach der Industrie- und Handelskammer zu Dortmund die Gründung der Kulturstiftung Dortmund und des Arbeitskreises „ProPhilharmonie“ und warb für den Bau eines Konzerthauses, einer „Philharmonie für Westfalen“, wofür er in kurzer Zeit über 2000 Förderer und viele Sponsoren gewinnen konnte. Nach langjähriger Diskussion um die Finanzierung und um die Standortfrage – ursprünglich wollte man für 120 Millionen DM die Westfalenhallen sanieren und darin ein Konzerthaus integrieren – wurde 1997 schließlich die politische Entscheidung für den Bau des Konzerthauses an der Stelle des ehemaligen UFA-Filmtheaters in der Brückstraße, unweit des Hauptbahnhofes, gefällt und Vogt im März 1998 von der Stadt Dortmund zum Geschäftsführer, Bauherrn und Intendanten der neu gegründeten Dortmunder Konzerthaus GmbH berufen.

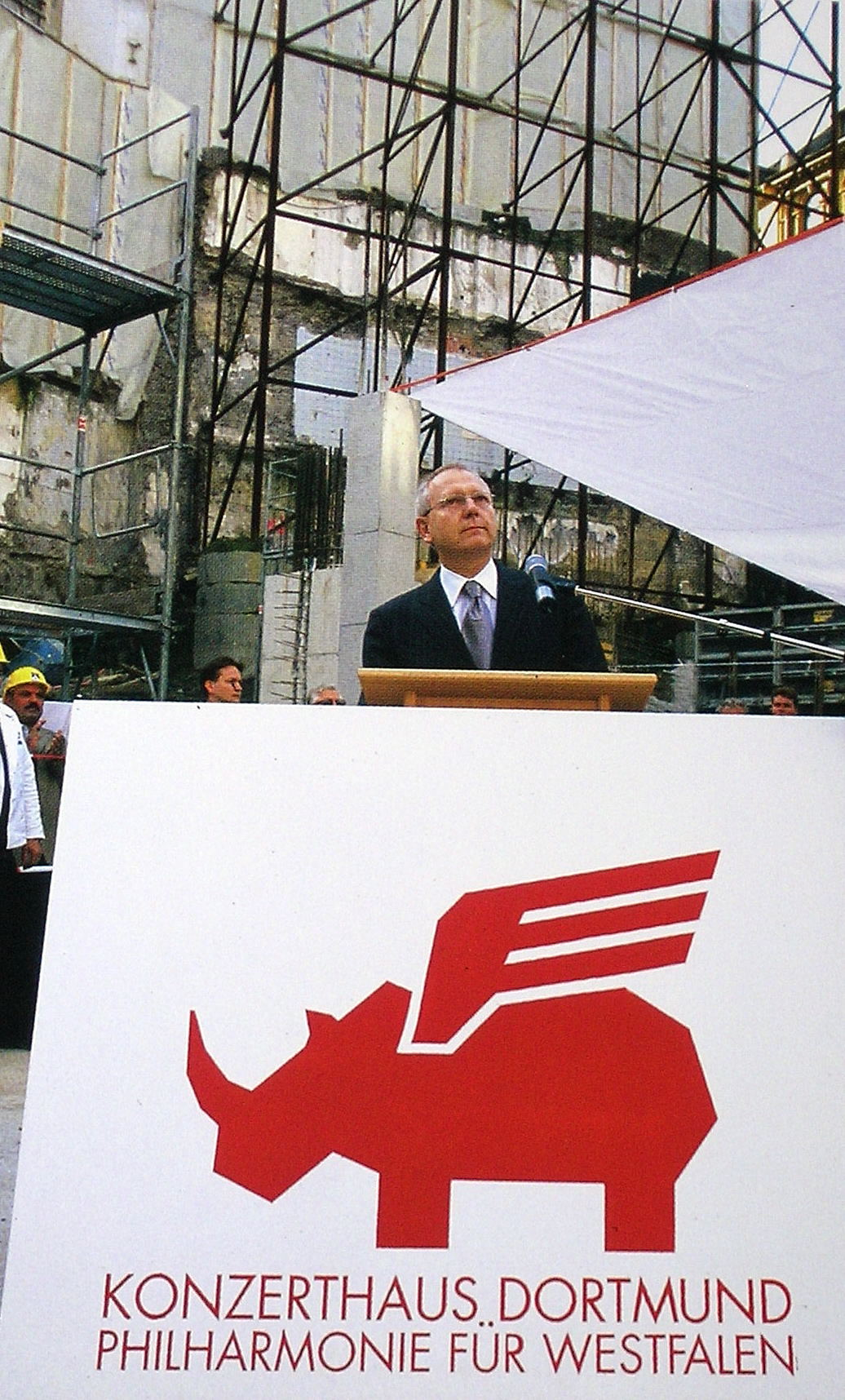
Grundsteinlegung

Unter seiner Leitung wurde das Konzerthaus nach Vorgaben einer optimalen Akustik und einer relativ kleinen Grundfläche detailliert geplant und zügig gebaut. Zeitgleich wurde ein Marketingkonzept entwickelt und als Symbol und Logo das „Rhinoceros alatus“ (geflügeltes Nashorn) etabliert, das auf Anregung von Vogt zum „Stadtmaskottchen“ avancierte und bis heute an exponierten Stellen der Dortmunder Innenstadt zu finden ist. Für die künstlerische Gestaltung der inneren Räumlichkeiten gewann Vogt den Maler Oliver Jordan, dessen übergroße Künstlerporträts in Öl heute die Foyers zieren. Anlässlich des 65. Geburtstags von Ulrich Andreas Vogt beauftragte die Stadt Dortmund 2019 Jordan mit einem Porträt des Gründungsintendanten, es hängt auf einer der Foyerflächen des Konzerthauses.
Am 15. Oktober 2000 war die Grundsteinlegung, im September 2002 wurde das Haus eröffnet. Zum ersten Tag „der offenen Tür“ kamen über 40.000 Besucher. Die dann folgenden Eröffnungskonzerte am 13., 14. und 15. September fanden beim Publikum und bei den Medien großen Anklang. Mit einer Mischung aus Klassik und gehobener Unterhaltung (beispielsweise Circus Roncalli, Christmas-Show, Kinderkonzerte, Chorkonzerte) wurde das neue Konzerthaus im Einzugsgebiet von Dortmund schnell angenommen und entwickelte sich zu einer Erfolgsgeschichte.
In den ersten drei Jahren, die unter dem Motto „Aufbruch“ standen, konnte Vogt international renommierte Orchester, Dirigenten, Solisten und Künstler verpflichten, beispielsweise die Spitzenorchester aus Wien, London, Amsterdam, Berlin, Münchner, Dresden und Leipzig mit Dirigenten wie Kent Nagano, Lorin Maazel, Zubin Mehta, Kurt Masur, James Levine, Riccardo Muti, Waleri Gergijew, André Previn, Thomas Hengelbrock und Christian Thielemann. Als „Composer in Residence“ konnte Vogt Matthias Pintscher, Hanspeter Kyburz, Karlheinz Stockhausen, Rebecca Saunders und Péter Eötvös gewinnen. Somit rückte das Konzerthaus schnell in die „Premiumklasse“ der weltweiten Konzerthäuser auf (International Society of the Performing Arts) und wurde für zahlreiche Rundfunk- und Fernsehaufzeichnungen genutzt.
2002 war Vogt auch Mitbegründer der Chorakademie am Konzerthaus Dortmund, die mittlerweile mit 1.000 Mitgliedern zur größten Singschule Europas avanciert ist.
Unter Vogts Leitung fand 2003/2004 im Konzerthaus, aus Anlass des 75. Geburtstages von Hans Wallat, eine „halbszenische“ Aufführung des Ring des Nibelungen von Richard Wagner mit hochkarätigen Solisten und den Dortmunder Philharmonikern unter der Leitung von Hans Wallat, statt. Mit Gudrun Hartmann (Oper Zürich, Bayreuther Festspiele) und Andreas Fuchs (Lichtdesigner von Robert Wilson) gelang eine völlig neue, von der Fachwelt hochgelobte Interpretation.
Nach Unstimmigkeiten mit der politischen Führung der Stadt, legte Vogt im Januar 2005 seine Ämter nieder.
Die damaligen Umstände der Trennung entfachten in Dortmund eine Welle der Entrüstung.
2019 erschien Vogts Buch „Die Klangkathedrale: Ein persönlicher Rückblick“, in dem er seine Erinnerungen über die Initiierung, Planung und Leitung des Konzerthauses Dortmund zusammenfasste. Der Titel war von Oktober bis Dezember 2020 Buchempfehlung bei Klassik Radio.

## Kultur-Manager und Jury-Tätigkeit
2006 wurde Vogt von Christian Wulff in den Aufsichtsrat des Niedersächsischen Staatstheaters Hannover berufen. 2007 wählte die Gesellschaft der Freunde von Bayreuth e.V. Vogt in ihr Kuratorium, im Mai 2009 wurde er ihr stellvertretender Vorsitzender und Geschäftsführer der neu gegründeten „Servicegesellschaft der Freunde von Bayreuth GmbH“, die u. a. für das Sponsoring der Bayreuther Festspiele zuständig ist. Vom Vorstand trat er im Juni 2010 zurück.
Als Jurymitglied begleitete Vogt von 1987 bis 1992 den Internationalen Antonin Dvořák Gesangswettbewerb in Karlsbad / Tschechische Republik. Von 1999 bis 2020 war er Mitglied der Jury des Echo Klassik. Von 1992 bis 1994 und seit 2008 ohne Unterbrechung war und ist er Initiator und stellvertretender Vorsitzender der Kulturstiftung Dortmund.
Als Kuratoriumsmitglied beriet er von 1998 bis 2020 die Dortmunder Volksbank-Stiftung. 2010 bis 2017 war Vogt Mitglied der Vollversammlung der Industrie- und Handelskammer Dortmund und seit 2008 ist er Mitglied des Beirats des Westfälischen Industrieklubs Dortmund.
Seit Beginn des Jahres 2021 ist Vogt Vorsitzender der Akademie für Gesang NRW und wurde im Sommer 2021 von der Stadt Düsseldorf in eine Kommission berufen, die der Landeshauptstadt bei der Planung des neuen Düsseldorfer Opernhauses, der Deutschen Oper am Rhein, beratend zur Seite steht.

## Auszeichnungen
Ulrich Andreas Vogt ist Träger des Bundesverdienstkreuzes am Bande, wurde mit dem Ideenpreis des Deutschen Marketing-Clubs geehrt, ist mit dem Bürgertaler der FDP ausgezeichnet worden sowie mit dem Eisernen Reinoldus des Westfälischen Presseclubs.